# Труа-Фрер
Печера Труа-Фрер (фр. Trois-Frères, букв. «Три брати») — печера на південному заході Франції, відома зразками доісторичного мистецтва. Розташована в Монтескьє-Аванте, департамент Ар'єж, Франція.
Печерні малюнки створено близько 13 000 років до н. е.
Печеру названо на честь трьох синів графа Бегуана (фр. Bégouen), які відкрили її в 1910 році. Печерні малюнки здобули популярність після того, як їх опублікував абат Анрі Брейль.
У 2011 році при обвалі ґрунту оголився вхід до зали розміром 60×30 м. Археологи виявили в ньому наскельні малюнки тварин, які доки не піддаються ідентифікації. Окрім цього було виявлено велику кількість людських черепів дивної, дуже сильно витягнутої форми.